# Spodoptera pulchella
Spodoptera pulchella är en fjärilsart som beskrevs av Herrich-Schäffer 1868. Spodoptera pulchella ingår i släktet Spodoptera och familjen nattflyn. Inga underarter finns listade i Catalogue of Life.